# Нова Весь (Велюнський повіт)
Нова Весь (пол. Nowa Wieś) — село в Польщі, у гміні Осьякув Велюнського повіту Лодзинського воєводства.
Населення — 152 особи (2011).
У 1975-1998 роках село належало до Серадзького воєводства.

## Демографія
Демографічна структура станом на 31 березня 2011 року:
|          | Загалом | Допрацездатний вік | Працездатний вік | Постпрацездатний вік |
| -------- | ------- | ------------------ | ---------------- | -------------------- |
| Чоловіки | 69      | 12                 | 49               | 8                    |
| Жінки    | 83      | 21                 | 37               | 25                   |
| Разом    | 152     | 33                 | 86               | 33                   |